# 王琇瑛
王琇瑛（1908年5月28日—2000年9月4日），河北定县人，中华人民共和国护理学专家，中国第一位南丁格尔奖章获得者，中华全国妇女联合会原副主席。

## 生平
1931年毕业于燕京大学生物系与协和医学院合办的高等护士学校，获理学士学位。1935年至1936年赴美国哥伦比亚大学师范学校护理系进修，获理科硕士学位。1936年回国。曾任协和医学院护士学校副教授。
1983年7月获红十字国际委员会第29届南丁格尔奖。